# Événement indésirable médicamenteux
Pour les articles homonymes, voir EIM.
Pour un article plus général, voir Effet indésirable.
 Mise en garde médicale
L'événement indésirable médicamenteux (EIM), ou événement iatrogène médicamenteux, peut provenir d’un effet indésirable ou d’une erreur médicamenteuse.

## Les personnes âgées plus touchées
Les personnes âgées, une population plus fragile et plus touchée par la iatrogénèse, et en particulier médicamenteuse[réf. souhaitée]. 
L’URCAM de Poitou Charentes a fait une étude sur la population des personnes âgées, qui fait notamment apparaître que : 
- Sur les 719 dossiers examinés, sur une période de 5 jours, 90 hospitalisations soit 12,5 % ont été rapportées à un événement indésirable médicamenteux après analyse du Centre Régional de Pharmacovigilance (CRPV). Ce qui est beaucoup, et beaucoup plus que les chiffres habituels laissent entendre.
- La moitié des EIM sont dus aux médicaments cardiovasculaires, les médicaments à visée neurologique sont impliqués dans 1/4 des admissions.
- Les interactions médicamenteuses ont été retrouvées dans 21 % des cas, et ont été jugées directement responsables de l’hospitalisation dans 4,5 % des cas.
- La prévention des EIM passe par une meilleure connaissance il est donc urgent de sensibiliser tous les acteurs du système afin d’améliorer leur recueil. On estime à 20 % la part des accidents évitables.

## Quelques chiffres

### Aux États-Unis
On estime que les décès attribuables aux événements indésirables médicamenteux représentent entre les 4e et 6e causes de décès dans les hôpitaux de ce pays. Près de 175 000 personnes âgées sont vues aux urgences chaque année pour cette raison, les trois médicaments les plus en cause étant la warfarine (un anticoagulant oral), l'insuline et la digoxine.
Le fardeau économique de la morbidité et de la mortalité liées aux médicaments se situe entre 30 et 130 milliards de dollars annuellement.